# クラシック音楽の指揮者一覧
クラシック音楽の指揮者一覧（クラシックおんがくのしきしゃいちらん）では、クラシック音楽の指揮者を列挙する。

## 日本国外の指揮者
日本国外の指揮者を、生年順に並べる。

### 1820年代以前
- マイケル・コスタ (Michael Costa, 1808/2/14 - 1884/4/29)
- フェリックス・メンデルスゾーン (Jakob Ludwig Felix Mendelssohn Bartholdy, 1809/2/3 - 1847/11/4)
- ガブリイル・ロマーキン (Gavriil Lomakin, 1812/4/6 - 1885/5/21)
- ユリウス・リーツ (Julius Rietz, 1812/12/28 - 1877)
- セオドア・アイスフェルト (Theodore Eisfeld, 1816/4/11 - 1882/9/16)
- チャールズ・ハレ (Sir Charles Hallé, 1819/4/11 - 1895/10/25)
- ジュール・パドルー (Jules Etienne Pasdeloup, 1819/9/15 - 1887/8/13)
- カール・エッケルト (Karl Anton Florian Eckert, 1820/12/17 - 1879/10/14)
- カール・バーグマン (Carl Bergmann, 1821/4/12 - 1876/8/10)
- アンジェロ・マリアーニ (Angelo Mariani, 1821/9/11 - 1873/6/13)
- ベドルジハ・スメタナ (Bedřich Smetana, 1824/3/2 - 1884/5/12)

### 1830年代
- ハンス・フォン・ビューロー (Hans Guido von Bulow, 1830/1/8 - 1894/2/12)
- ロベルト・ラデッケ (Robert Radecke, 1830/10/31 - 1911/6/21)
- ヨハン・ヘルベック (Johann Herbeck, 1831/12/25 - 1877/10/28)
- フランツ・ヴュルナー (Franz Wüllner, 1832/1/28 - 1902/9/7)
- ルートヴィヒ・フォン・ブレナー (Ludwig von Brenner, 1833/9/19 - 1902/2/9)
- シャルル・ラムルー (Charles Lamoureux, 1834/9/28 - 1899/12/21)
- フェリックス・オットー・デッソフ (Felix Otto Dessoff, 1835/1/14 - 1892/10/28)
- エドゥアルト・シュトラウス1世 (Eduard Strauss I., 1835/3/15 - 1916/12/28)
- セオドア・トマス (Theodore Thomas, 1835/10/11 - 1905/1/4)
- ヴィルヘルム・ヤーン (Wilhelm Jahn, 1835/11/24 - 1900/4/21)
- エドゥアール・コロンヌ (Edouard Judas Colonne, 1838/7/23 - 1910/3/28)
- ヴィルヘルム・トライバー (Wilhelm Treiber, 1838 - 1889)
- ヘルマン・レーヴィ (Hermann Levi, 1839/11/07 - 1900/5/13)

### 1840年代
- フランコ・ファッチョ (Franco Faccio, 1840/3/8 - 1891/7/21)
- アドルフ・チェフ (Adolf Čech, 1841/12/11 - 1903/12/27)
- ハンス・リヒター (Hans Richter, 1843/04/04 - 1916/12/05)
- ヨーゼフ・ズーハー (Josef Sucher, 1843/11/23 - 1908/4/4)
- ヴィルヘルム・ゲーリケ (Wilhelm Gericke, 1845/5/18 - 1925/10/27)
- エルンスト・フォン・シューフ (Ernst von Schuch, 1846/11/23 - 1914/5/10)
- ゲオルゲ・ディマ (Gheorghe Dima, 1847/10/10 or 12/28 - 1925/6/4)
- ルイージ・マンチネッリ (Luigi Mancinelli, 1848/2/5 - 1921/2/2)
- ヘンリ・ヴィオッタ (Henricus Anastasius (Henri) Viotta, 1848/7/16 - 1933/2/17 )

### 1850年代
- ジョージ・ヘンシェル (Sir George Henschel, 1850/2/18 - 1934/9/10)
- ヘルマン・ツンペ (Hermann Zumpe, 1850/4/9 - 1903/9/4)
- アントン・ザイドル (Anton Seidl, 1850/5/7 - 1898/3/28)
- フレデリック・コーウェン (Sir Frederic Hymen Cowen, 1852/1/29 - 1935/10/16)
- フリッツ・シェール (Johann Friedrich "Fritz" Ludwig Scheel, 1852/11/7 - 1907/3/13)
- ヨーゼフ・ヘルメスベルガー2世 (Joseph Hellmesberger, Jr., 1855/4/9 - 1907/4/26)
- フリッツ・シュタインバッハ (Fritz Steinbach, 1855/6/17 - 1916/8/13)
- エーミール・パウア (Emil Paur, 1855/7/19 - 1932/7/7)
- アルトゥル・ニキシュ (Arthur Nikisch, 1855/10/12 - 1922/1/23)
- ウィレム・ケス (Willem Kes, 1856/2/16 - 1934/2/22)
- フェリックス・モットル (Felix Josef von Mottl, 1856/8/24 - 1911/7/2)
- ハンス・ヴィンデルシュテイン (Hans Winderstein, 1856/10/29 - 1925/6/23
- ロベルト・カヤヌス (Robert Kajanus, 1856/12/2 - 1933/7/6)
- ウジェーヌ・イザイ (Eugène-Auguste Ysaÿe, 1858/7/16 - 1931/5/12)
- フランク・ダムロッシュ (Frank Damrosch, 1859/6/22 - 1937/10/22)
- カミーユ・シュヴィヤール (Camille Chevillard, 1859/10/14 - 1923/5/30)
- カール・ムック (Karl Muck, 1859/10/22 - 1940/3/3)
- マックス・フィードラー (August Max Fiedler, 1859/12/21 - 1939/1/21)

### 1860年代
- グスタフ・マーラー (Gustav Mahler, 1860/7/7 - 1911/5/18)
- ミハイル・トゥシュマロフ (Mikhail Tushmalov, 1861 - 1896)
- ウォルター・ダムロッシュ (Walter Johannes Damrosch, 1862/1/30 - 1950/12/22)
- ガブリエル・パレス (Philippe Charles Gabriel Parès, 1862/11/18 - 1934/1/2)
- フランツ・シャルク (Franz Schalk, 1863/5/27 - 1931/9/2)
- フェリックス・ワインガルトナー（Felix von Weingartner, 1863/6/02 - 1942/5/7）
- カール・ポーリヒ (Karl Pohlig, 1864/2/10 - 1928/6/17 )
- リヒャルト・シュトラウス (Richard Strauss, 1864/6/11 - 1949/9/8)
- ルートヴィヒ・ロッテンベルク (Ludwig Rottenberg, 1864/10/11 - 1932/5/6)
- フェルディナント・レーヴェ (Ferdinand Löwe, 1865/2/19 - 1925/1/6 )
- ミヒャエル・バリング (Michael Balling, 1866/8/27 - 1925/9/1)
- アルトゥーロ・トスカニーニ (Arturo Toscanini, 1867/3/25 - 1957/1/16)
- ヘンリー・ウッド (Sir Henry J(oseph) Wood, 1869/3/3 - 1944/8/19)

### 1870年代
- レフ・シテインベルク (Lev Petrovich Steinberg, 1870/09/15 - 1945/1/16)
- ウィレム・メンゲルベルク (Willem Mengelberg, 1871/03/28 - 1951/03/22)
- オスカー・フリート (Oskar Fried, 1871/8/10 - 1941/7/5)
- セオドア・スピアリング (Theodore Bernays Spiering, 1871/9/5 - 1925/8/11)
- アレクサンダー・フォン・ツェムリンスキー (Alexander von Zemlinsky, 1871/10/14 - 1942/3/15)
- ヘンリー・ハドリー (Henry Kimball Hadley, 1871/12/20 - 1937/9/6)
- アルフレッド・ヘルツ (Alfred Hertz, 1872/7/15 - 1942/4/17 )
- ジークムント・フォン・ハウゼッガー (Siegmund von Hausegger, 1872/8/16 - 1948/10/10)
- ジョセフ・ストランスキー (Josef Stránský, 1872/9/9 - 1936/3/6)
- イェオリ・シュネーヴォイクト (Georg Schnéevoigt, 1872/11/8 - 1947/11/28)
- フレデリック・ストック (Frederick Stock, 1872/11/11 - 1942/10/20)
- カール・シュトラウベ (Montgomery Rufus Karl Siegfried Straube, 1873/1/16 - 1950/4/27)
- モデスト・アルトシュラー (Modest Altschuler, 1873/2/15 - 1963/9/12)
- ランドン・ロナルド (Sir Landon Ronald, 1873/8/14 - 1938/8/14)
- セルゲイ・クーセヴィツキー (Serge Koussevitzky, 1874/06/26-1951/6/4)
- カール・デントン (James Carlyle "Carl" Denton, 1874/11/21-1955/11/14)
- ピエール・モントゥー (Pierre Monteux, 1875/4/4 - 1964/7/1)
- アーネスト・シェリング (Ernest Henry Schelling, 1876/7/26 - 1939/12/8)
- ブルーノ・ワルター (Bruno Walter, 1876/9/15 - 1962/2/17)
- パブロ・カザルス (Pau Casals i Defillo,1876/12/29 - 1973/10/22)
- ルドルフ・ガンツ (Rudolph Ganz, 1877/2/24 - 1972/8/2)
- アルフレッド・コルトー (Alfred Denis Cortot, 1877/9/26 - 1962/6/15)
- コンスタンチン・サラジェフ (Konstantin Solomonovich Saradzhev, 1877/10/8 - 1954/7/22)
- エミール・クーパー (Emil Cooper, 1877/12/13 - 1960/11/16)
- アルトゥル・ボダンツキー (Artur Bodanzky, 1877/12/16 - 1939/11/23)
- エマヌエル・メッテル (Emmanuel Leonievich Metter, 1878/2/28 - 1941/8/28)
- トゥリオ・セラフィン (Tullio Serafin, 1878/9/1 - 1968/2/2)
- トーマス・ビーチャム (Thomas Beecham|Thomas Beecham, 1879/4/29 - 1961/3/8)
- フォルクマール・アンドレーエ (Volkmar Andreae, 1879/6/18 - 1962/6/18)
- ハミルトン・ハーティ (Sir Hamilton Harty, 1879/12/4 - 1941/2/19)

### 1880年代
- カール・シューリヒト (Carl Schuricht, 1880/7/3 - 1967/1/7)
- ロベルト・シュトルツ (Robert Stolz, 1880/8/25 - 1975/6/27)
- デジレ＝エミール・アンゲルブレシュト (Desire-Emile Inghelbrecht, 1880/9/17 - 1965/2/14)
- ハインツ・ティーティエン (Heinz Tietjen, 1881/6/24 - 1967/11/30)
- ヘルマン・ツィルヒャー (Hermann Karl Josef Zilcher, 1881/8/18 - 1948/1/1)
- レオポルド・ストコフスキー (Leopold Stokowski, 1882/4/18 - 1977/9/13)
- アルバート・コーツ (Albert Coates, 1882/4/23 - 1953/12/11)
- ニコライ・マルコ (Nikolai Malko, 1883/5/4 - 1961/6/23)
- ヴァーツラフ・ターリヒ (Vaclav Talich, 1883/5/28 - 1961/3/16)
- クラウス・プリングスハイム (Klaus Pringsheim, 1883/7/24 - 1972/12/7)
- フリッツ・シュティードリー (Fritz Stiedry, 1883/10/11 - 1968/8/8)
- エルネスト・アンセルメ (Ernest Ansermet, 1883/11/11 - 1969/2/20)
- アルベール・ヴォルフ (Albert Wolff, 1884/1/19 - 1970/2/20)
- ヘルマン・アーベントロート (Hermann Paul Maximilian Abendroth, 1883/1/19 - 1956/5/29)
- ヴィレム・ヴァン・ホーフストラーテン (Willem van Hoogstraten, 1884/3/18 - 1964/9/11)
- サムイル・サモスード (Samuil Samosud, 1884/5/18 - 1964/11/6)
- ベイジル・キャメロン (Basil George Cameron Hindenberg, 1884/8/18 - 1975/6/26)
- オットー・クレンペラー (Otto Klemperer, 1885/5/14 - 1973/7/6)
- レオ・フンテク (Leo Funtek, 1885/8/21 - 1965/1/13)
- デジレ・デフォー (Desire Defauw, 1885/9/5 - 1960/7/25)
- ヴィットリオ・グイ (Vittorio Gui, 1885/9/14 - 1975/10/17)
- アルトゥール・ローター (Artur Martin Rother, 1885/10/12 - 1972/9/22)
- フランツ・フォン・ヘスリン (Franz von Hoeßlin, 1885/12/25 - 1946)
- ヴィルヘルム・フルトヴェングラー (Wilhelm Furtwängler, 1886/01/25 - 1954/11/30)
- ポール・パレー (Paul Paray, 1886/5/24 - 1979/10/10)
- ニコライ・ソコロフ (Nikolai Sokoloff, 1886/5/28 - 1965/9/15)
- ラウニ・グレンダール (Launy Grøndahl, 1886/6/30 - 1960/1/21)
- ロベルト・ヘーガー (Robert Heger, 1886/8/19 - 1978/1/14)
- エトヴィン・フィッシャー (Edwin Fischer, 1886/10/6 - 1960/1/24)
- ナディア・ブーランジェ (Nadia Boulanger, 1887/9/16 - 1979/10/22)
- ベルンハルト・パウムガルトナー（Bernhard Paumgartner, 1887/11/14 - 1971/7/21）
- ハンス・クナッパーツブッシュ (Hans Knappertsbusch, 1888/3/12 - 1965/10/25)
- ピエール・デュポン (Pierre Léon Dupont, 1888/5/3 - 1969/9/18)
- ピエロ・コッポラ (Piero Coppola, 1888/10/11 - 1971/3/17)
- フリッツ・ライナー (Fritz Reiner, 1888/12/19 - 1963/11/15)
- ジェフリー・トイ (Geoffrey Toye, 1889/2/17 - 1942/6/11)
- エイドリアン・ボールト (Adrian Boult, 1889/4/8 - 1983/2/22)

### 1890年代
- ユーリー・ファイエル (Yuri Fyodorovich Faier, 1890/1/17 - 1971/8/3)
- フリッツ・ブッシュ (Fritz Busch, 1890/3/13 - 1951/9/14)
- エーリヒ・クライバー (Erich Kleiber, 1890/8/5 - 1956/1/27)
- ウンベルト・ベレットーニ (Umberto Berrettoni, 1890/8/28 - 1953)
- マンフレート・グルリット (Manfred Gurlitt, 1890/9/9 - 1972/4/29)
- ニコライ・ゴロワノフ (Nikolay Semyonovich Golovanov, 1891/1/21 - 1953/8/28)
- ルドルフ・シュルツ＝ドルンブルク (Rudolf Schulz-Dornburg, 1891/3/31 - 1949/8/16)
- ヘルマン・シェルヘン (Hermann Scherchen, 1891/6/21 - 1966/6/12)
- シャルル・ミュンシュ (Charles Munch, 1891/9/26 - 1968/11/6)
- カール・エルメンドルフ (Karl Elmendorff, 1891/10/25 - 1962/10/21)
- アルトゥール・ロジンスキ (Artur Rodzinski, 1892/1/1 - 1958/11/27)
- ヴィクトル・デ・サバタ　(Victor De Sabata, 1892/4/10 - 1967/12/11)
- イサイ・ドブローウェン (Issay Dobrowen, 1893/2/27 - 1953/12/9)
- クレメンス・クラウス (Clemens Krauss, 1893/3/31 - 1954/5/16)
- パウル・ファン・ケンペン (Paul van Kempen, 1893/5/16 - 1955/12/8)
- ユージン・グーセンス (Eugene Aynsley Goossens, 1893/5/26 - 1962/6/13)
- アレクサンドル・ガウク (Aleksandr Vassilievich Gauk, 1893/8/15 - 1963/3/30)
- アーネスト・マクミラン (Sir Ernest Alexander Campbell MacMillan, 1893/8/18 - 1973/3/17)
- ファビエン・セヴィツキー (Fabien Sevitzky, 1893/9/29 - 1967)
- ウラディミール・ゴルシュマン (Vladimir Golschmann, 1893/12/16 - 1972/3/1)
- カール・ダマー (Karl Dammer, 1894/1/2 - 1977/2/4)
- ニコラス・スロニムスキー (Nicolas Slonimsky, 1894/4/27 - 1995/12/25)
- ヨハネス・シューラー (Johannes Schuler, 1894/6/21 - 1966/10/3)
- クレシミル・バラノヴィッチ (Krešimir Baranović, 1894/8/25 - 1975/9/15)
- カール・ベーム (Karl Böhm, 1894/8/28 - 1981/8/14)
- フランコ・カプアーナ (Franco Capuana, 1894/9/29 - 1969/12/10)
- アーサー・フィードラー (Arthur Fiedler, 1894/12/17 - 1979/7/10)
- パウル・デッサウ (Paul Dessau, 1894/12/19 - 1979/6/28)
- ヨーゼフ・ローゼンシュトック (Jozef Rosenstock, 1895/1/27 - 1985/10/17)
- フアン・ホセ・カストロ (Juan José Castro, 1895/3/7 - 1968/9/3)
- エドゥアルド・トルドラ (Eduard Toldrà i Soler, 1895/4/7 - 1962/5/31)
- マルコム・サージェント (Sir Harold Malcolm Watts Sargent, 1895/4/29 - 1967/10/3)
- ハンス・ロスバウト (Hans Rosbaud, 1895/7/22 - 1962/12/29)
- パウル・ヒンデミット (Paul Hindemith, 1895/11/16 - 1963/12/28)
- ハインツ・ウンガー (Heinz Unger, 1895/12/14 - 1965/2/25)
- エドゥアルド・フリプセ (Eduard Flipse, 1896/2/25 - 1973/9/12)
- タウノ・ハンニカイネン (Tauno Heikki Hannikainen, 1896/2/26 - 1968/10/12)
- ディミトリ・ミトロプーロス (Dimitris Mitropoulos, 1896/3/1 - 1960/11/2)
- アントニーノ・ヴォットー (Antonino Votto, 1896/10/30 - 1985/9/9)
- ペドロ・デ・フレイタス・ブランコ (Pedro de Freitas Branco, 1896/10/31 - 1963/3/24)
- カレル・シェイナ (Karel Šejna, 1896/11/1 - 1982/12/17)
- オズヴァルト・カバスタ (Oswald Kabasta, 1896/12/29 - 1946/2/6)
- ジョージ・セル (George Szell, 1897/6/7 - 1970/7/30)
- ヘンリー・スヴォボダ (Henry Swoboda, 1897/10/29 - 1990/8/13)
- ヤッシャ・ホーレンシュタイン (Jascha Horenstein, 1898/5/6 - 1973/4/2)
- ワシリー・ネボルシン (Vassili Nebol'sin, 1898/6/11 - 1958)
- エッベ・ハメリク (Ebbe Hamerik, 1898/9/5 - 1951/8/12)
- アレクサンドル・クリモフ (Alexandr Ignatievich Klimov, 1898/9/12 - 1974)
- ロジェ・デゾルミエール (Roger Desormiere, 1898/9/13 - 1963/10/25)
- カール・ランクル (Karl Rankl, 1898/10/1 - 1968/9/6)
- アルフレッド・ウォーレンスタイン (Alfred Wallenstein, 1898/10/7 - 1983/2/8)
- ギュンター・ラミン(Günter Ramin,1898/10/15 - 1956/2/27)
- フリッツ・ヴェルナー(Fritz Werner, 1898/12/15 - 1977/12/22)
- ロヴロ・フォン・マタチッチ (Lovlo von Matačić, 1899/2/14 - 1985/1/4)
- レオ・ボルヒャルト (Leo Borchard, 1899/3/31 - 1945/8/23)
- ウィリアム・スタインバーグ (William Steinberg, 1899/8/1 - 1978/5/16)
- ハンス・スワロフスキー (Hans Swarowsky, 1899/9/16 - 1975/9/10)
- ユージン・オーマンディ (Eugene Ormandy, 1899/11/18 - 1985/03/12)
- ジョン・バルビローリ (John Barbirolli, 1899/12/02 - 1970/7/29)

### 1900年代
- カール・リステンパルト (Karl Ristenpart, 1900/1/26 - 1967/12/24)
- パウル・クレツキ (Paul Kletzki, 1900/3/21 - 1973/3/5)
- ハンス・シュミット＝イッセルシュテット (Hans Schmidt-Isserstedt, 1900/5/5 - 1973/5/28)
- エフレム・クルツ (Efrem Kurtz, 1900/11/07 - 1995/6/27)
- イオネル・ペルレア (Ionel Perlea, 1900/12/13 - 1970/7/29)
- カール・フォン・ガラグリ (Carl von Garaguly, 1900/12/28 - 1984/10/04)
- レジナルド・グッドオール (Reginald Goodall, 1901/7/13 - 1990/5/5)
- フランツ・コンヴィチュニー (Franz Konwitschny, 1901/8/14 - 1962/7/18)
- エドゥアルト・ファン・ベイヌム (Eduard van Beinum, 1901/9/3 - 1959/4/13)
- オーラヴ・シェラン (Olav Kielland, 1901/8/16 - 1985/8/5)
- アンドレ・コステラネッツ (Andre Kostelanetz, 1901/12/22 - 1980/1/13)
- マリオ・ロッシ (Mario Rossi, 1902/3/29 - 1992/6/29)
- ヨーゼフ・クリップス (Josef Krips, 1902/4/8 - 1974/10/13)
- ヘスース・アランバリ (Jesús Arámbarri Gárate, 1902/4/13 - 1960/7/10)
- マックス・ルドルフ (Max Rudolf, 1902/6/15 - 1995/3/1)
- エリク・トゥクセン (Erik Tuxen, 1902/7/04 - 1957/8/28)
- オイゲン・ヨッフム (Eugen Jochum, 1902/11/1 - 1987/3/26)
- リヒャルト・クラウス (Richard Kraus, 1902/11/16 - 1978/4/11)
- モーリス・アブラヴァネル (Maurice Abravanel, 1903/1/6 - 1993/9/22)
- ジャン・モレル (Jean Paul Morel, 1903/1/10 - 1975/4/14)
- エフゲニー・ムラヴィンスキー (Evgeni Mravinsky, 1903/6/4 - 1988/1/19)
- マックス・シェーンヘル (Max Schönherr, 1903/11/23 - 1985/12/14)
- マルク・ラヴリー (Marc Lavry, 1903/12/22 - 1967/3/24)
- ヘルベルト・アルベルト (Herbert Albert, 1903/12/26 - 1973/9/15)
- イリヤ・ムーシン (Ilya Musin, 1904/1/6 - 1999/6/6)
- マニュエル・ロザンタル (Manuel Rosenthal, 1904/6/18 - 2003/6/5)
- ボリス・ハイキン (Boris Emmanuilovich Khaykin, 1904/10/26 - 1978/5/10)
- アンドレ・クリュイタンス (André Cluytens, 1905/3/26 - 1967/6/3)
- ナタン・ラフリン (Natan Rakhlin, 1905/12/28 - 1979/6/28)
- アレクサンドル・メリク＝パシャーエフ (Alexander Melik-Pashayev, 1905/10/23 - 1964/6/18)
- ダニエル・ステルネフェルト (Daniel Sternefeld, 1905/11/27 - 1986/6/2)
- ハサン・フェリット・アルナル (Hasan Ferit Alnar, 1906/3/11 - 1978)
- アンタル・ドラティ (Antal Dorati, 1906/4/9 - 1988/11/13)
- パウル・ザッハー (Paul Sacher, 1906/4/28 - 1999/5/26)
- ジョージ・ウェルドン (George Weldon, 1906/6/5 - 1963/8/16)
- ヴァーツラフ・スメターチェク (Václav Smetáček, 1906/6/30 - 1986/2/18)
- ルドヴィート・ライテル (Ľudovít Rajter, 1906/7/30 - 2000/7/6)
- ジョルジュ・セバスティアン (Georges Sebastian, 1906/8/17 - 1989/4/12)
- ロマヌス・フーベルトゥス（Romanus Hubertus, 1906/10/4 - 1969/7/4)
- 安益泰 (An Iktae, 1906/12/6 - 1965/9/16)
- ヤーノシュ・フェレンチク (Ferencsik János, 1907/1/18 - 1984/6/12)
- フェルナンド・プレヴィターリ (Fernando Previtali, 1907/2/16 - 1985/8/1)
- コンスタンティン・イワノフ (Konstantin Konstantinovich Ivanov, 1907/5/21 - 1984/4/15)
- マルク・パヴェルマン (Mark Izrailevich Paverman, 1907/6/8 - 1993/6/13)
- アナトール・フィストゥラーリ (Anatole Fistoulari, 1907/8/20 - 1995/8/21)
- ウィレム・ヴァン・オッテルロー (Willem van Otterloo, 1907/12/27 - 1978/7/28)
- ヘルベルト・フォン・カラヤン (Herbert von Karajan, 1908/4/5 - 1989/7/16)
- カレル・アンチェル (Karel Ančerl, 1908/4/11 - 1973/7/3)
- ヨーゼフ・カイルベルト (Joseph Keilberth, 1908/4/19 - 1968/7/20)
- ユッシ・ヤラス (Jussi Jalas, 1908/6/23 – 1985/10/11)
- クルト・アイヒホルン (Kurt Peter Eichhorn, 1908/8/4 - 1994/6/29)
- ダヴィッド・オイストラフ (David Fiodorovich Oistrakh, 1908/9/30 - 1974/10/24)
- ヴィクトル・デザルツェンス (Victor Desarzens, 1908/10/27 - 1986/2/13)
- アレクサンダー・シュナイダー (Alexander Schneider, 1908/10/21 - 1993/2/2)
- ヴィルヘルム・ロイブナー (Wilhelm Loibner, 1909/1/5 - 1971/4/25)
- シモン・ゴールドベルク (Szymon Goldberg, 1909/6/1 - 1993/7/19)
- ヴィリー・ボスコフスキー (Willi Boskowsky, 1909/6/16 - 1991/4/21)
- ジャナンドレア・ガヴァッツェーニ (Gianandrea Gavazzeni, 1909/7/25 - 1996/2/5)
- ラディスラフ・スロヴァーク (Ladislav Slovák, 1909/9/10 - 1999/7/22)
- オットー・アッカーマン (Otto Ackermann, 1909/10/18 - 1960/3/9)
- ハインツ・レトガー (Heinz Röttger, 1909/11/6 - 1977/8/26)
- アルベルト・エレーデ (Alberto Erede, 1909/11/8 - 2001/4/12)
- ボーゴ・レスコヴィチ (Bogo Leskovic, 1909/11/29 - 1995/10/22)

### 1910年代
- ジャン・マルティノン (Jean Martinon, 1910/1/10 - 1976/3/1)
- エドゥアルト・シュトラウス2世 (Eduard Strauss II., 1910/3/24 - 1969/4/6)
- アルチェオ・ガリエラ (Alceo Galliera, 1910/5/3 - 1996/4/21)
- ルドルフ・ケンペ (Rudolf Kempe, 1910/6/14 - 1976/5/12)
- フリッツ・リーガー (Fritz Rieger, 1910/6/28 - 1978/11/30)
- ヴィレム・タウスキー (Vilem Tausky, 1910/7/20 - 2004/3/16)
- エンリケ・ホルダ (Enrique Jordá, 1911/3/24 - 1996/3/18)
- ニーノ・サンツォーニョ (Nino Sanzogno, 1911/4/13 - 1983/5/4)
- フランコ・フェラーラ (Franco Ferrara, 1911/7/4 - 1985/9/6)
- フランチェスコ・モリナーリ＝プラデッリ (Francesco Molinari-Pradelli, 1911/7/4 - 1996/8/7)
- ヴァルター・マルティン (Walter Martin, 1911/12/11 - 1964/1/9)
- ヴィルヘルム・シュヒター (Wilhelm Schuchter, 1911/12/15 - 1974/5/27)
- ギュンター・ヴァント (Günter Wand, 1912/1/7 - 2002/2/14)
- ジャン＝バティスト・マリ (Jean-Baptiste Mari、1912/1/20 - 1991/10/26)
- エーリヒ・ラインスドルフ (Erich Leinsdorf, 1912/2/4 - 1993/9/11)
- フェルディナント・ライトナー (Ferdinand Leitner, 1912/3/4 - 1996/6/3)
- フェリックス・プロハスカ (Felix Prohaska, 1912/5/16 - 1991/1/24)
- シャーンドル・ヴェーグ (Sandor Vegh, 1912/5/17 - 1997/1/7)
- エレアザール・デ・カルヴァーリョ (Eleazar de Carvalho, 1912/6/28 - 1996/9/12)
- セルジュ・チェリビダッケ (Sergiu Celibidache, 1912/7/11 - 1996/8/14)
- イーゴリ・マルケヴィチ (Igor Markevitch, 1912/7/27 - 1983/3/7)
- クルト・ザンデルリング (Kurt Sanderling, 1912/9/19 - 2011/9/18)
- ゲオルク・ショルティ (Georg Solti, 1912/10/21 - 1997/9/5)
- オスカー・ダノン (Oskar Danon, 1913/2/7 - 2009/12/18)
- ルネ・レイボヴィッツ (Rene Leibowitz, 1913/2/17 - 1972/8/29)
- ヴィトルド・ロヴィツキ (Witold Rowicki, 1913/2/26 - 1989/10/1)
- ジョージ・バラティ (George Barati, 1913/4/3 - 1996/6/22)
- ジャン・フルネ (Jean Fournet, 1913/04/14 - 2008/11/3)
- エルネスト・ブール (Ernest Bour, 1913/4/20 - 2001/6/20)
- ワルター・ジュスキント (Walter Susskind 1913/5/1 - 1980/3/25)
- コンスタンティン・シルヴェストリ (Constantin Silvestri, 1913/5/13 - 1969/2/23)
- フランティシェク・イーレク (František Jílek 1913/5/22 - 1993/9/16)
- ハインリヒ・ホルライザー (Heinrich Hollreiser, 1913/6/24 - 2006/7/24)
- エルネスト・ファン・デル・エイケン (Ernest Jozef Leo van der Eyken, 1913/7/23 - 2010/2/6)
- ベンジャミン・ブリテン (Edward Benjamin Britten, 1913/11/22 - 1976/12/4)
- アタウルフォ・アルヘンタ (Ataulfo Exuperio Martin de Argenta Maza, 1913/11/19 - 1958/1/21)
- ニコラス・ハーサニー (Nicholas Harsanyi, 1913/12/13 - 1987/7/19)
- キリル・コンドラシン (Kiril Kondrashin, 1914/3/6 - 1981/3/7)
- クルト・ヴェス (Kurt Woss, 1914/5/2 - 1987/12/4)
- カルロ・マリア・ジュリーニ (Carlo Maria Giulini, 1914/5/9 - 2005/6/14 )
- ラファエル・クーベリック (Rafael Kubelík 1914/6/29 - 1996/8/11)
- フレデリック・フェネル (Frederick Fennell, 1914/7/2 - 2004/12/7 )
- アルヴィド・ヤンソンス (Arvid Jansons, 1914/10/24 - 1984/11/21)
- フェレンツ・フリッチャイ (Ferenc Fricsay, 1914/08/09 - 1963/2/20)
- ディーン・ディクソン (Dean Dixon, 1915/1/10 - 1976/10/3)
- チャールズ・グローヴズ (Charles Groves, 1915/3/10 - 1992/6/20)
- ニコラ・レッシーニョ (Nicola Rescigno, 1916/5/28 - 2008/8/4)
- カール・ミュンヒンガー (Karl Münchinger, 1915/5/29 - 1990/3/13)
- エットレ・グラチス (Ettore Gracis, 1915/9/24 - 1992/4/12)
- ランベルト・ガルデルリ (Lamberto Gardelli, 1915/11/8 - 1998/7/17)
- ロバート・ショウ (Robert Shaw, 1916/4/30 - 1999/1/25)
- ユーディ・メニューイン (Yehudi Menuhin, 1916/4/22- 1999/3/12)
- ヴェロニカ・ドゥダロワ (Veronica Dudarova, 1916/12/5 - 2009/1/15)
- ピエール・デルヴォー (Pierre Dervaux, 1917/1/3 - 1992/2/20)
- ワルター・ヘンドル (Walter Hendl, 1917/1/12 - 2007/4/10)
- アントン・コッポラ (Anton Coppola, 1917/3/21 - 2020/3/9)
- ゲオルク・ティントナー (Georg Tintner, 1917/5/22 - 1999/10/2)
- ルドルフ・バウムガルトナー (Rudolf Baumgartner, 1917/9/14 - 2002/3/22)
- トーマス・シャーマン (Thomas Scherman, 1917/2/12 - 1979/5/14)
- シクステン・エールリンク (Sixten Ehrling, 1918/4/3 - 2005/2/13)
- レナード・バーンスタイン (Leonard Bernstein, 1918/8/25 - 1990/10/14)
- クルト・レーデル(Kurt Redel, 1918/10/8 - 2013/2/12)
- ジェイコブ・アヴシャロモフ(Jacob Avshalomov, 1919/3/28 - 2013/4/25)
- ペーター・マーク(Peter Maag, 1919/5/10 - 2001/4/16)
- ミラン・ホルヴァート(Milan Horvat, 1919/7/28 - 2014/1/1)
- ノーマン・デル・マー(Norman Del Mar, 1919/7/31 - 1994/2/6)

### 1920年代
- ヘルムート・ヴィンシャーマン (Helmut Winschermann, 1920/3/22 - 2021/3/4)
- ブルーノ・マデルナ (Bruno Maderna, 1920/4/21 - 1973/11/13)
- ヘルベルト・ケーゲル (Herbert Kegel, 1920/7/29 - 1990/11/20)
- グィード・カンテッリ (Guido Cantelli, 1920/8/29 - 1956/11/24)
- ヴァーツラフ・ノイマン (Václav Neumann, 1920/9/29 - 1995/9/2)
- モーリス・ジャンドロン(Maurice Gendron, 1920/12/26 - 1990/8/20)
- エドモン・ド・シュトウツ (Edmond de Stoutz, 1920/12/28 - 1997/1/28)
- ジョン・プリッチャード (John Pritchard, 1921/2/5 - 1989/12/5)
- ジャンフランコ・リヴォリ (Gianfranco Rivoli, 1921/6/2 - 2005/10/18)
- スタニスワフ・ヴィスウォツキ (Stanislaw Wisłocki, 1921/7/7 - 1998/5/31)
- フランシス・トラヴィス (Francis Travis, 1921/7/9 - 2017/4/28)
- ルイ・フレモー (Louis Fremaux, 1921/8/13 - 2017/3/20)
- ゲルハルト・ボッセ (Gerhard Bosse, 1922/1/23 - 2012/2/1)
- オトマール・スウィトナー (Otmar Suitner, 1922/5/16 - 2010/1/8)
- メレディス・デイヴィス (Meredith Davies, 1922/7/30 - 2005/3/9)
- カール・エスターライヒャー (Karl Österreicher, 1923/1/3 - 1995/3/11)
- ハインツ・ワルベルク (Heinz Wallberg, 1923/3/16 - 2004/9/27)
- ジョン・ランチベリー (John Arthur Lanchbery, 1923/5/15 - 2003/2/27)
- フランツ＝パウル・デッカー (Franz-Paul Decker, 1923/6/22 - 2014/5/19)
- イルジー・スターレク (Jiří Stárek, 1923/7/13 - 2011/9/25)
- ヴォルフガング・サヴァリッシュ (Wolfgang Sawallisch, 1923/8/26 - 2013/2/22)
- スタニスワフ・スクロヴァチェフスキ（Stanislaw Skrowaczewski, 1923/10/3 - 2017/2/21）
- クラウディオ・シモーネ（Claudio Scimone, 1923/12/23 -2018/9/6）
- アクセル・ヴェレユス (Aksel Wellejus, 1924/1/7 - 2015/7/13)
- シルヴィオ・ヴァルヴィーゾ (Silvio Varviso, 1924/2/26 - 2006/11/1)
- サラ・コールドウェル (Sarah Caldwell, 1924/3/6 - 2006/3/23)
- ネヴィル・マリナー (Neville Marriner, 1924/4/15 - 2016/10/2)
- エドワード・ダウンズ (Edward Downes, 1924/6/17 - 2009/7/10)
- ジョルジュ・プレートル (Georges Prêtre, 1924/8/14 - 2017/1/4)
- ルドルフ・バルシャイ (Rudolf Barshai, 1924/8/28 - 2010/11/2)
- アーウィン・ホフマン (Irwin Hoffman, 1924/11/26 - 2018/3/19)
- アールパード・ゲーレツ (Irwin Hoffman, 1924/12/23 - 1991/5/1)
- オドン・アロンソ (Odón Alonso, 1925/2/28 - 2011/2/21)
- ピエール・ブーレーズ (Pierre Boulez, 1925/3/26 - 2016/1/5)
- ディートリヒ・フィッシャー＝ディースカウ (Dietrich Fischer-Dieskau, 1925/5/28 - 2012/5/18)
- チャールズ・マッケラス (Charles Mackerras, 1925/11/17 - 2010/7/14)
- ゾルターン・ロズニャイ (Zoltán Rozsnyai, 1926/1/29 - 1990/9/10)
- アレクサンダー・ギブソン (Alexander Gibson, 1926/2/11 - 1995/1/14)
- ジェルヴァース・ドゥ・ペイエ(Gervase Alan de Peyer, 1926/4/11 - 2017/2/4)
- エドゥアール・ヴァン・ルモーテル (Edouard van Remoortel, 1926/5/30 - 1977/5/16)
- クラウス・テンシュテット (Klaus Tennstedt, 1926/6/6 - 1998/1/11)
- ヤン・クレンツ (Jan Krenz, 1926/7/14 - 2020/9/15)
- ロルフ・ロイター (Rolf Reuter, 1926/10/7 - 2007/9/10)
- カール・リヒター (Karl Richter, 1926/10/15 - 1981/2/15)
- ムスティスラフ・ロストロポーヴィチ (Mustislav Rostropovich, 1927/3/27 - 2007/4/27)
- ガリー・ベルティーニ（Gary Bertini, 1927/5/1 - 2005/3/17）
- アンドレ・ヴァンデルノート (Andre Vandernoot, 1927/6/2 - 1992/11/6)
- ヘルベルト・ブロムシュテット (Herbert Blomstedt, 1927/7/11 - )
- セルジュ・ボド (Serge Baudo, 1927/7/16 - )
- クルト・マズア (Kurt Masur, 1927/7/18 - 2015/12/19)
- ミヒャエル・ギーレン (Michael Gielen, 1927/7/20 - 2019/3/8)
- レイモンド・レッパード (Raymond Leppard, 1927/8/11 - 2019/10/22 )
- コリン・デイヴィス (Colin Davis, 1927/9/25 - 2013/4/14)
- アルベルト・ゼッダ (Alberto Zedda,1928/1/2 - 2017/3/6)
- ズデニェク・コシュラー (Zdeněk Košler, 1928/3/25 - 1995/7/2)
- ジャン＝フランソワ・パイヤール (Jean-Francois Paillard, 1928/4/12 - 2013/4/15)
- ホルスト・シュタイン (Horst Stein, 1928/5/2 - 2008/7/27 )
- グスタフ・レオンハルト (Gustav Leonhardt, 1928/5/30 - 2012/1/16)
- セルジュ・コミッショーナ (Sergiu Comissiona, 1928/6/16 - 2005/3/5)
- オーレ・シュミット (Ole Schmidt, 1928/7/14 - 2010/3/6)
- ブライデン・トムソン (Bryden Thomson, 1928/7/16 - 1991/11/14)
- エルヴィン・ルカーチ (Ervin Lukács, 1928/8/9 - 2011/2/18)
- エフゲニー・スヴェトラーノフ (Evgeny Svetlanov, 1928/9/6 - 2002/5/3)
- ハルトムート・クルーク (Hartmut Klug, 1928/9/9 - 2019/7/24)
- マルティン・トゥルノフスキー (Martin Turnovsky, 1928/9/29 - 2021/5/19)
- サウリュス・ソンデツキス (Saulius Sondeckis, 1928/10/11 - 2016/2/3)
- イェジー・セムコフ (Jerzy Semkow, 1928/10/12 - 2014/12/23)
- ペーター＝ルーカス・グラーフ (Peter-Lukas Graf, 1929/1/5 - )
- ハインツ・レーグナー (Heinz Rogner, 1929/1/16 - 2001/12/10)
- ウィン・モリス (Wyn Morris, 1929/2/14 - 2010/2/23)
- ベルナルト・ハイティンク (Bernard Haitink, 1929/3/4 - 2021/10/21)
- アンドレ・プレヴィン (André Previn, 1929/4/6 - 2019/2/28)
- パーヴォ・ベルグルンド (Paavo Berglund, 1929/4/14 - 2012/1/25)
- メンディ・ロダン (Mendi Rodan, 1929/4/17 - 2009/5/9)
- イシュトヴァン・ケルテス (István Kertész, 1929/08/28 - 1973/4/16)
- クリストフ・フォン・ドホナーニ (Christoph von Dohnanyi, 1929/9/8 - )
- ハロルド・ファーバーマン (Harold Farberman, 1929/11/2 - 2018/11/24)
- ケネス・シャーマーホーン (Kenneth Dewitt Schermerhorn, 1929/11/20 - 2005/4/18)
- ハンス・ドレヴァンツ（Hans Drewanz, 1929/12/2 - 2021/6/22）
- ニコラウス・アーノンクール (Nikolaus Harnoncourt, 1929/12/6 - 2016/3/5)

### 1930年代
- ロリン・マゼール (Lorin Maazel, 1930/3/6 - 2014/7/13)
- トーマス・シッパーズ (Thomas Schippers, 1930/3/9 - 1977/12/16)
- ポール・ケンツ（Paul Kuentz, 1930/5/4 - ）
- カルロス・クライバー (Carlos Kleiber, 1930/7/3 - 2004/7/13)
- ギュラ・ネーメト (Gyula Németh, 1930/7/17 - 2016/2/27)
- ヨルマ・パヌラ (Jorma Panula, 1930/8/10 - )
- ジェームズ・ロックハート (ames Lockhart, 1930/10/16 - )
- ヴァーノン・ハンドリー (Vernon Handley, 1930/11/11 - 2008/9/10)
- カジミエシュ・コルト (Kazimierz Kord, 1930/11/18 - 2021/4/29)
- ハンス＝マルティン・シュナイト (Hanns-Martin Schneidt, 1930/12/6 - 2018/5/28)
- ラースロー・ヘルタイ (László Heltay, 1930 - )
- バリー・タックウェル (Barry Tuckwell, 1931/3/5 - )
- ラドミル・エリシュカ (Radomil Eliška, 1931/4/6 - 2019/9/1)
- ゲンナジー・ロジェストヴェンスキー (Gennady Rozhdestvensky, 1931/5/4 - 2018/6/16)
- ジェームス・ロッホラン (James Loughran, 1931/6/30 - )
- モーシェ・アツモン (Moshe Atzmon, 1931/7/30 - )
- ネルロ・サンティ (Nello Santi, 1931/9/22 - 2020/2/6)
- ギュンター・ヘルビヒ (Gunther Herbig, 1931/11/30 - )
- ジュゼッペ・パタネ (Giuseppe Patanè, 1932/1/1 - 1989/5/29)
- ジョン・ウィリアムズ (John Towner Williams, 1932/2/8 - )
- アルミン・ジョルダン (Armin Jordan, 1932/4/9 - 2006/9/20)
- マルク・エルムレル (Mark Ermler, 1932/5/5 - 2002/4/14)
- ユーリ・アーロノヴィチ (Yuri Mikhaylovich Ahronovitch, 1932/5/13 - 2002/10/31)
- ウラジーミル・フェドセーエフ (Vladimir Fedoseev, 1932/8/5 - )
- アントン・ナヌート (Anton Nanut, 1932/9/13 - 2017/1/13)
- カルロス・パイタ (Carlos Paita, 1932 - 2015/12/19)
- リボール・ペシェク (Libor Pešek, 1933/6/22 - )
- ヴィクトル・フェドートフ (Viktor Fedotov, 1933/7/9 - 2001/12/4)
- ヘルムート・ミュラー＝ブリュール (Helmut Müller-Brühl, 1933/6/28 - 2012/1/2)
- ヘルムート・リリング (Helmuth Rilling, 1933/5/29 - )
- クラウディオ・アバド (Claudio Abbado, 1933/6/26 - 2014/1/20)
- タマーシュ・ヴァーシャーリ (Tamás Vásáry, 1933/8/11 - )
- ラファエル・フリューベック・デ・ブルゴス (Rafael Fruhbeck de Burgos, 1933/9/15 - 2014/6/11)
- リチャード・ボニング (Richard Bonynge, 1933/9/29- )
- ミシェル・プラッソン (Michel Plasson, 1933/10/2- )
- ミシェル・コルボ (Michel Corboz, 1934/2/14 - 2021/9/2)
- アルド・チェッカート (Aldo Ceccato, 1934/2/18 - )
- ロジャー・ノリントン (Roger Norrington, 1934/3/16 - )
- フィリップ・アントルモン (Philippe Entremont, 1934/6/6 - )
- フランス・ブリュッヘン (Frans Bruggen, 1934/10/30 - 2014/8/13)
- デーヴィッド・ロイド＝ジョーンズ (David Lloyd-Jones, 1934/11/19 - )
- アレクサンドル・ドミトリエフ (Alexander Dmitriev, 1935/1/19 - )
- ミシェル・サッソン (Michel Sasson, 1935/5/18 - 2013/3/26)
- エリック・カンゼル (Erich Kunzel, 1935/5/21 - 2009/9/1)
- フランク・シップウェイ (Frank Edwin Shipway, 1935/7/9 - 2014/8/6)
- ゲルト・アルブレヒト (Gerd Albrecht,1935/7/19 - 2014/2/2)
- ペーター・シュライアー (Peter Schreier, 1935/7/29 - 2019/12/25)
- ヴラディミール・ヴァーレク (Vladimír Válek, 1935/9/2 - )
- マティアス・クンチュ (Matthias Kuntzsch, 1935/9/22 - )
- レオポルト・ハーガー (Leopold Hager, 1935/10/6 - )
- ヤーノシュ・フュルスト (Furst Janos, 1935 - 2007/1/3)
- ジャン＝クロード・カサドシュ (Jean-Claude Casadesus, 1935/12/7 - )
- イヴ・クウェラー (Eve Queler, 1936/1/1 - )
- ズデニェク・マーツァル (Zdeněk Mácal, 1936/1/8 - 2023/10/25)
- エリアフ・インバル (Eliahu Inbal, 1936/2/16 - )
- ローレンス・レイトン・スミス (Lawrence Leighton Smith, 1936/4/8 - 2013/10/25)
- イェジー・マクシミウク (Jerzy Maksymiuk, 1936/4/9 - )
- ベルンハルト・クレー (Bernhard Klee, 1936/4/19 - )
- ズービン・メータ (Zubin Mehta, 1936/4/29 - )
- 金炳華 (1936/5/16 - )
- ヤンスク・カヒッゼ (Jansug Kakhidze, 1936/5/26 - 2002/3/8)
- デイヴィッド・ジンマン (David Zinman, 1936/7/10 - )
- ピエロ・ガンバ (Piero Gamba, 1936/9/16 - )
- シャルル・デュトワ (Charles Dutoit, 1936/10/7 - )
- カール・デイヴィス (Carl Davis, 1936/10/28 - )
- ブルーノ・マルティノッティ (Bruno Martinotti, 1936/11/9 - 1986/3/2)
- ジェームズ・デプリースト (James DePreist, 1936/11/21 - 2013/2/8)
- ハンス・ツェンダー (Hans Zender,1936/11/22 - 2019/10/22)
- ゾルターン・ペシュコー (Zoltan Pesko, 1937/2/15 - )
- ヤーノシュ・ペトロー（János Petró, 1937/3/5 - )
- スティーヴン・サイモン (Stephen Simon, 1937/5/5 - 2013/1/20)
- ネーメ・ヤルヴィ (Neeme Järvi, 1937/6/7 - )
- ウラディーミル・アシュケナージ (Vladimir Ashkenazy, 1937/7/6 - )
- ロリス・チェクナヴォリアン (Loris Tjeknavorian, 1937/10/13 - )
- ロベルト・ベンツィ (Roberto Benzi, 1937/12/12 - )
- イルジー・コウト (Jiří Kout, 1937/12/26 - )
- スタニスラフ・ゴルコヴェンコ (Stanislav Gorkovenko, 1938/1/30 - )
- マクシム・ショスタコーヴィチ (Maxim Shostakovich, 1938/5/10 - )
- サイモン・プレストン (Simon Preston, 1938/8/4 - 2022/5/13)
- ホセ・セレブリエール (Jose Serebrier, 1938/12/3 - )
- ユーリ・テミルカーノフ (Yuri Temirkanov, 1938/12/10 - )
- マレク・ヤノフスキ (Marek Janowski, 1939/2/18 - )
- ペーター・シュナイダー (Peter Schneider, 1939/3/26 - )
- テオドール・グシュルバウアー (Theodor Guschlbauer, 1939/4/14 - )
- ハインツ・ホリガー (Heinz Holliger, 1939/5/21 - )
- ワルター・ウェラー (Walter Weller, 1939/11/30 - )
- ジェームズ・ゴールウェイ (Sir James Galway, 1939/12/8 - )

### 1940年代
- 趙貞林 (1940 - )
- クリストフ・エッシェンバッハ (Christoph Eschenbach, 1940/2/20 - )
- ヘスス・ロペス＝コボス (Jesus Lopez-Cobos, 1940/2/25 - )
- ドミトリー・キタエンコ (Dmitri Kitaenko, 1940/8/18 - )
- アラン・ロンバール (Alain Lombard, 1940/10/4 - )
- ジャン＝クロード・マルゴワール (Jean-Claude Malgoire, 1940/11/25 - 2018/4/14)
- スティーヴン・コヴァセヴィチ (Stephen Kovacevich, 1940/12/17 - )
- プラシド・ドミンゴ (Placido Domingo, 1941/1/21 - )
- ユーリ・シモノフ（Yuri Simonov, 1941/3/4 - ）
- エド・デ・ワールト (Edo de Waart, 1941/6/1 - )
- ハイメ・ラレード (Jaime Laredo, 1941/6/7 - )
- リッカルド・ムーティ (Riccardo Muti, 1941/7/28 - )
- ジョルディ・サバール (Jordi Savall, 1941/8/1 - )
- ウィリアム・サウスゲート (Sir William David Southgate, 1941/8/4 - )
- クリストファー・ホグウッド (Christopher Hogwood, 1941/9/10 - )
- サルヴァトーレ・アッカルド (Salvatore Accardo, 1941/9/26 - )
- ローレンス・フォスター (Lawrence Foster, 1941/10/23 - )
- ジョン・ネルソン  (John Nelson, 1941/12/6 - 2025/3/31)
- ギルバート・キャプラン (Gilbert Kaplan, 1942/3/3 - 2016/1/1)
- クリストファー・シーマン (Christopher Seaman, 1942/3/7 - )
- エンリケ・バティス (Enrique Batiz, 1942/5/4 - )
- ハンス・フォンク (Hans Vonk, 1942/6/18 - 2004/8/29)
- マティアス・バーメルト (Matthias Bamert, 1942/7/5 - )
- ジャック・デラコート (Jacques Delacôte, 1942/8/16 - )
- エドゥアルド・マータ (Eduardo Mata, 1942/9/5 - 1995/1/4)
- オンドレイ・レナールト (Ondrej Lenárd, 1942/9/9 - )
- トーマス・ザンデルリング (Thomas Sanderling, 1942/10/2 - )
- ダニエル・バレンボイム (Daniel Barenboim, 1942/11/15 - )
- ローター・ツァグロセク (Lothar Zagrosek, 1942/11/23 - )
- ミシェル・タバシュニク (Michel Tabachnik, 1942/11/10 - )
- マリス・ヤンソンス (Mariss Jansons, 1943/1/14 - 2019/11/30)
- ジョン・エリオット・ガーディナー (John Eliot Gardiner, 1943/4/20 - )
- ジェフリー・テイト (Jeffrey Tate, 1943/4/28 - 2017/6/2)
- ジェームズ・レヴァイン (James Levine, 1943/6/23 - 2021/3/9)
- 金貞均 (1943/8/5 - )
- ウラディーミル・ヴェルビツキー (Vladimir Verbitsky, 1943/11/24 - )
- ペーテル・エトヴェシュ (Eotvos Peterrel, 1944/1/2 - )
- アンドルー・デイヴィス (Sir Andrew Frank Davis, 1944/2/2 - 2024/4/20)
- アントニ・ヴィト (Antoni Wit, 1944/2/9 - )
- シギスヴァルト・クイケン (Sigiswald Kuĳken, 1944/2/16 - )
- ユリ・シーガル (Uri Segal, 1944/3/7 - )
- マンフレッド・マイヤーホーファー (Manfred Mayrhofer, 1944/4/6 - )
- デニス・ラッセル・デイヴィス (Dennis Russell Davies, 1944/4/16 - )
- ウィリアム・クリスティ (William Lincoln Christie, 1944/12/19 - )
- レナード・スラットキン (Leonard Slatkin, 1944/9/1 - )
- ウラディーミル・スピヴァコフ (Vladimir Spivakov, 1944/9/12 - )
- トン・コープマン (Ton Koopman, 1944/10/2 - )
- パヴェル・ブベリニコフ (Pavel Bubelnikov, 1944/10/19 - )
- マイケル・ティルソン・トーマス (Michael Tilson-Thomas, 1944/12/21 - )
- ニコラス・クレーマー (Nicholas Kraemer, 1945/3/7 - )
- レイフ・セーゲルスタム (Leif Segerstam, 1945/5/2 - 2024/10/9)
- アレクサンドル・ラザレフ (Alexander Lazarev, 1945/7/5 - )
- グスタフ・クーン (Gustav Kuhn, 1945/8/28 - )
- イツァーク・パールマン (Itzhak Perlman, 1945/8/31 - )
- ジャンルイジ・ジェルメッティ (Gianluigi Gelmetti,1945/9/11 - )
- ジャン＝ジャック・カントロフ (Jean-Jacques Kantorow, 1945/10/3 - )
- クレール・ジボー (Claire Gibault, 1945/10/31 - )
- ジョス・ファン・インマゼール (Jos van Immerseel, 1945/11/9 - )
- ピンカス・スタインバーグ (Pinchas Steinberg, 1945/12/13 - )
- イルジー・ビエロフラーヴェク (Jiří Bělohlávek, 1946/2/24 - 2017/5/31)
- ユベール・スダーン (Hubert Soudant, 1946/3/16 - )
- オッコ・カム (Okko Kamu, 1946/5/7 - )
- ジェフリー・サイモン (Geoffrey Simon, 1946/7/3 - )
- ルネ・ヤーコプス (René Jacobs, 1946/10/30 - )
- ジュゼッペ・シノーポリ (Giuseppe Sinopoli, 1946/11/2 - 2001/4/20)
- レオン・ボットスタイン (Leon Botstein, 1946/12/14 - )
- トレヴァー・ピノック (Trevor David Pinnock, 1946/12/16 - )
- スチュアート・チャレンダー (Stuart Challender, 1947/2/19 - 1991/12/13)
- アンドリュー・パロット (Andrew Parrott, 1947/3/10 - )
- アレクサンドル・カントロフ (Aleksandr Kantorov, 1947/4/7 - )
- ヤン・パスカル・トルトゥリエ (Yan Pascal Tortelier, 1947/4/19 - )
- ヴァシリー・シナイスキー (Vassily Sinaisky, 1947/4/20 - )
- フィリップ・ヘレヴェッヘ (Philippe Herreweghe, 1947/5/2 - )
- エマニュエル・クリヴィヌ (Emmanuel Krivine, 1947/5/7 - )
- マーク・エルダー (Mark Elder, 1947/6/2 - )
- ジェラード・シュワルツ (Gerard Schwarz, 1947/8/19 - )
- バリー・ワーズワース (Barry Wordsworth, 1948/2/20 - )
- リチャード・ヒコックス (Richard Hickox, 1948/3/5 - 2008/11/23)
- アレクサンダー・ラハバリ (Alexander Rahbari, 1948/5/26 - )
- エミール・チャカロフ (Emil Tchakarov, 1948/6/29 - 1991/8/4)
- マリオ・ヴェンツァーゴ (Mario Venzago, 1948/7/1 - )
- シルヴァン・カンブルラン (Sylvain Cambreling, 1948/7/2 - )
- ピンカス・ズーカーマン (Pinchas Zukerman, 1948/7/16 - )
- ハンスイェルク・シェレンベルガー (Hansjörg Schellenberger, 1948/2/13 - )
- スティーブン・クレオバリー (Stephen Cleobury, 1948/12/31 - )
- アンドレイ・チスチャコフ (Andrei Chistyakov, 1949/1/4 - 2000/11/29)
- オーギュスタン・デュメイ (Augustin Dumay, 1949/1/17 - )
- ハンス・グラーフ (Hans Graf, 1949/2/15 - )
- メイア・ミンスキー (Meir Minsky, 1949/4/16 - )
- ヴァレリー・ポリャンスキー (Valery Polyansky, 1949/4/19 - )
- ジェーン・グラヴァー (Jane Glover, 1949/5/13 - )
- アダム・フィッシャー (Ádám Fischer, 1949/9/9 - )
- ジェームズ・ジャッド (James Judd, 1949/10/30 - )
- ブルーノ・ヴァイル (Bruno Weil, 1949/11/24 - )
- イリヤ・ストゥーペル (Ilya Stupel, 1949/12/13 - )

### 1950年代
- ハワード・シェリー (Howard Shelley, 1950/3/9- )
- ジェームズ・コンロン (James Conlon, 1950/3/18 - )
- クリスティアン・ツァハリアス(Christian Zacharias, 1950/4/27 - )
- リオール・シャンバダール (Lior Shambadal, 1950/5/14 - )
- ローラン・プティジラール (Laurent Petitgirard, 1950/6/10 - )
- ヨエル・レヴィ (Yoel Levi, 1950/8/16- )
- イヴァン・フィッシャー (Iván Fischer, 1951/1/1 - )
- ロイ・グッドマン (Roy Goodman, 1951/1/26 - )
- ペトル・アルトリフテル (Petr Altrichter, 1951/5/24 - )
- ハインリヒ・シフ (Heinrich Schiff, 1951/11/18 - 2016/12/23)
- ケント・ナガノ (Kent Nagano, 1951/11/22 - )
- ギルバート・ヴァルガ (Gilbert Varga, 1952/1/17 - )
- ゾルターン・コチシュ (Kocsis Zoltan, 1952/5/30 - 2016/11/6)
- オリヴァー・ナッセン (Oliver Knussen, 1952/6/12 - )
- ラインハルト・ゲーベル (Reinhard Goebel, 1952/7/31 - )
- ヤツェク・カスプシク (Matthias Kuntzsch, 1952/8/10 - )
- セミヨン・ビシュコフ (Semyon Bychkov, 1952/11/30 - )
- ティモシー・ロウ (Timothy Rowe, 1952 - 2005/2/12)
- チョン・ミョンフン (Myung-Whun Chung, 1953/1/22 - )
- ユーリ・バシュメット (Yury Bashmet, 1953/1/24 - )
- リッカルド・シャイー (Riccardo Chailly, 1953/2/20 - )
- オスモ・ヴァンスカ (Osmo Vanska, 1953/2/28 - )
- クラウス・ペーター・フロール (Claus Peter Flor, 1953/3/16 - )
- ヴァレリー・ゲルギエフ (Valery Gergiev, 1953/5/2 - )
- エミリオ・ポマリコ (Emilio Pomàrico, 1953/6/17 - )
- エヴェリーノ・ピド (Evelino Pido, 1953/8/16 - )
- ミカエル・シェーンヴァント (Michael Schonwndt, 1953/9/10 - )
- ヒュー・ウルフ (Hugh Wolff, 1953/10/21 - )
- オーラ・ルードナー (Ola Rudner, 1953/12/11 - )
- ジャン・レイサム＝ケーニック (Jan Latham-Koenig, 1953/12/15 - )
- マルチェッロ・ヴィオッティ (Marcello Viotti, 1954/6/23 - 2005/2/16)
- ドミトリー・シトコヴェツキー (Dmitry Sitkovetsky, 1954/9/27 - )
- マルテイン・ハーゼルベック(Martin Hasselboeck, 1954/11 - )
- ドナルド・ラニクルズ (Donald Runnicles, 1954/11/16 - )
- ロベルト・アバド (Roberto Abbado, 1954/12/30 - )
- アレクサンドル・ティトフ (Aleksandr Veniaminovich Titov, 1954 - )
- サイモン・ラトル (Simon Rattle, 1955/1/19 - )
- ピーター・ウンジャン (Peter Oundjian, 1955/12/21 - )
- ダグラス・ボストック (Douglas Bostock, 1955 - )
- クリストフ・ポッペン (Christoph Poppen, 1956/3/9 - )
- パトリック・ガロワ (Patrick Gallois, 1956/4/17 - )
- ユッカ＝ペッカ・サラステ (Jukka-Pekka Saraste, 1956/4/22 - )
- マリン・オールソップ (Marin Alsop, 1956/10/16 - )
- キム・イルジン (1956 - )
- オレグ・カエターニ (Oleg Caetani, 1956 - )
- ヴィル・フンブルク （Will Humburg, 1957/3/16 - ）
- ミハイル・プレトニョフ (Mikhail Vasilievich Pletnev , 1957/4/14 - )
- ティエリー・フィッシャー (Thierry Fischer, 1957/9/28 - )
- エルヴェ・ニケ (Herve Niquet, 1957/10/28 - )
- インゴ・メッツマッハー (Ingo Metzmacher, 1957/11/10 - )
- カルロス・カルマー (Carlos Kalmar, 1958/2/26 - )
- アイヴァー・ボルトン (Ivor Bolton, 1958/5/17 - )
- トーマス・ヘンゲルブロック (Thomas Hengelbrock, 1958/6/9 -)
- エサ＝ペッカ・サロネン (Esa-Pekka Salonen, 1958/6/30 - )
- デイヴィッド・ロバートソン (David Robertson, 1958/7/19 - )
- マンフレート・ホーネック (Manfred Honeck, 1958/9/17 - )
- フィリップ・ピエルロ (Philippe Pierlot, 1958 - )
- パスカル・ヴェロ (Pascal Verrot, 1959/1/9 - )
- ファビオ・ルイージ (Fabio Luisi, 1959/1/17 - )
- 準・メルクル(Jun Märkl, 1959/2/11 - )
- クリスティアン・ティーレマン (Christian Thielemann, 1959/4/1 - )
- アンドルー・リットン (Andrew Litton, 1959/5/16 - )
- マーティン・ブラビンズ (Martyn Brabbins, 1959/8/13 - )
- ヤコフ・クライツベルク (Yakov Kreizberg, 1959/10/24 - 2011/3/15 )
- マイケル・スターン (Michael Stern, 1959/12/17 - )
- アントニオ・パッパーノ (Antonio Pappano, 1959/12/30 - )
- ウルフ・シルマー (Ulf Schirmer, 1959 - )
- ペトラ・ミュレヤンス (Petra Müllejans, 1959 - )

### 1960年代
- リナルド・アレッサンドリーニ (Rinaldo Alessandrini、1960/1/25 - )
- ディルク・ブロッセ (Dirk Brossé, 1960/2/18 - )
- ポール・マクリーシュ (Paul McCreesh, 1960/5/24 - )
- カルロ・リッツィ (Carlo Rizzi, 1960/7/19 - )
- フランツ・ウェルザー＝メスト (Franz Welser-Möst, 1960/8/16 - )
- トーマス・ファイ (Thomas Fey, 1960/11/9 - )
- ヤープ・ヴァン・ズヴェーデン (Jaap van Zweden, 1960/12/12 - )
- 葉詠詩 (1960 - )
- ルイ・ラングレー (Louis Langree, 1961/1/11 - )
- シモーネ・ヤング (Simone Young, 1961/3/2 - )
- ファビオ・ビオンディ (Fabio Biondi, 1961/3/15 - )
- クリストフ・ルセ (Christophe Rousset, 1961/4/12 - )
- ジェルジ・ジョーリヴァーニ＝ラート(György Győriványi-Ráth, 1961/5/6 - )
- ダニエレ・ガッティ (Daniele Gatti, 1961/11/6 - )
- トマス・ツェートマイアー (Thomas Zehetmair, 1961/11/23 - )
- クラウディオ・カヴィーナ (Claudio Cavina, 1961 - 2020/8/30)
- セバスティアン・ヴァイグレ (Sebastian Weigle, 1961 - )
- アルフレード・ベルナルディーニ (Alfredo Bernardini, 1961 - )
- マラト・ビゼンガリエフ (Marat Bisengaliev, 1962/3/15 - )
- エマニュエル・アイム (Emmanuelle Haim, 1962/5/11 - )
- ホセ・マリア・フローレンシオJr. (José Maria Florêncio Jr., 1962/6/2 - )
- マルク・ミンコフスキ (Marc Minkowski, 1962/10/4 - )
- ホセ・クーラ (1962/12/5 - )
- パーヴォ・ヤルヴィ (Paavo Jarvi, 1962/12/30 - )
- ドミトリ・ヤブロンスキー (Dmitry Yablonsky, 1962 - )
- アンドレーア・マルコン (Andrea Marcon, 1963/2/7 - )
- トーマス・ダウスゴー (Thomas Dausgaard, 1963/7/4 - )
- レナート・パルンボ (Renato Palumbo, 1963/7/27 - )
- ヨン・ストルゴールズ (John Storgards, 1963/10/20 - )
- 張允聖 (1963/12/9 - )
- ジョナサン・ノット (Jonathan Nott, 1963/12/25 - )
- ジョナサン・カーネイ (Jonathan Carney, 1963 - )
- アレクサンドル・ヴェデルニコフ (Aleksandr Aleksandrovich Vedernikov, 1964/1/11 - )
- ジョージ・ペーリヴァニアン (George Pehlivanian, 1964/4/20 - )
- ジャナンドレア・ノセダ (Gianandrea Noseda, 1964/4/23 - )
- ゴットフリート・フォン・デア・ゴルツ (Gottfried von der Goltz, 1964/6/1 - )
- マーク・ウィッグルスワース (Mark Wigglesworth, 1964/7/19 - )
- シュテファン・ザンデルリング (Stefan Sanderling, 1964/8/2 - )
- ペーテル・フェラネツ (Peter Feranec, 1964/9/10 - )
- ホ・ムンヨン（1964 - ）
- アンドレイ・アニハーノフ（Andrey Anikhanov、1965/1/11 - ）
- ベルトラン・ド・ビリー (Bertrand de Billy, 1965/1/11 - )
- アンドルー・マンゼ (Andrew Manze, 1965/1/14 - )
- ポール・メイエ (Paul Meyer, 1965/3/5 - )
- サカリ・オラモ (Sakari Oramo, 1965/10/26 - )
- カルロス・ミゲル・プリエト（Carlos Miguel Prieto, 1965/11/11 - ）
- ジョヴァンニ・アントニーニ (Giovanni Antonini, 1965 - )
- シュテファン・ヴラダー (Stefan Vladar, 1965 - )
- キム・ホユン（1965 - ）
- ミヒャエル・ザンデルリング (Michael Sanderling, 1967/2/21 - )
- アラン・ギルバート (Alan Gilbert, 1967/2/23 - )
- オッリ・ムストネン (Olli Mustonen, 1967/6/7 - )
- ハンヌ・リントゥ (Hannu Lintu, 1967/10/13 - )
- レオニダス・カヴァコス (Leonidas Kavakos, 1967/10/30 - )
- ミゲル・ハース＝ベドーヤ (Miguel Harth-Bedoya, 1968 - )

### 1970年代
- サッシャ・ゲッツェル (Sascha Goetzel, 1970 - )
- アントネッロ・マナコルダ (Antonello Manacorda, 1970 - )
- キリル・ペトレンコ (Kirill Garrievich Petrenko, 1972/2/11 - )
- ダン・エッティンガー (Dan Ettinger, 1971/6/10 - )
- クリスティアン・アルミンク (Christian Arming, 1971/3/18 - )
- フランソワ＝グザヴィエ・ロト (François-Xavier Roth, 1971/11/6 - )
- ステファン・ドヌーヴ (Stéphane Denève, 1971/11/24 - )
- テオドール・クルレンツィス (Teodor Currentzis, 1972/2/24 - )
- ウラディーミル・ユロフスキ (Vladimir Jurowski, 1972/4/4 - )
- クリスチャン・ヤルヴィ (Kristjan Järvi, 1972/6/13 - )
- アレクサンダー・フレイ (Alexander Frey, 1972/10/5 - )
- ドナート・カブレラ (Donato Cabrera, 1973/2/4 - )
- ジェレミー・ローレル（Jérémie Rhorer, 1973/7/15 - ）
- フィリップ・ジョルダン (Philippe Jordan, 1974/10/18 - )
- エドワード・ガードナー(Edward Gardner, 1974/11/22 - )
- ヤニック・ネゼ＝セガン (Yannick Nézet-Séguin, 1975/3/6 - )
- ダニエル・ハーディング (Daniel Harding, 1975/8/31 - )
- ヴァシリー・ペトレンコ (Vasily Petrenko, 1976/7/7 - )
- キリル・カラビツ (Kirill Ivanovich Karabits, 1976/12/26 - )
- ユライ・ヴァルチュハ (Juraj Valčuha, 1976 - )
- トゥガン・ソヒエフ (Tugan Sokhiev, 1977/10/21 - )
- パブロ・エラス＝カサド (Pablo Heras-Casado, 1977/11/21 - )
- アンドレス・オロスコ＝エストラーダ  (Andrés Orozco-Estrada, 1977/12/14 - )
- アンドリス・ネルソンス (Andris Nelsons, 1978/11/18 - )
- ミハウ・ドヴォジンスキ  (Michał Dworzyński, 1978/11/19 - )
- ミッコ・フランク (Mikko Franck, 1979/1/2 - )

### 1980年代以降
- ケン・シェ (Ken Hsieh, 1980 - )
- ピエタリ・インキネン (Pietari Inkinen, 1980/4/29 - )
- グスターボ・ドゥダメル (Gustavo Dudamel, 1981/1/26 - )
- ヤクブ・フルシャ (Jakub Hrůša, 1981/7/23 - )
- ユージン・ツィガーン (Eugene Tzigane, 1981/12/17 - )
- クシシュトフ・ウルバンスキ (Krzysztof Urbański ,1982/10/17 - )
- ロビン・ティチアーティ (Robin Ticciati, 1983/4/16 - )
- ディエゴ・マテウス (Diego Matheuz, 1984/8/9 - )
- サントゥ＝マティアス・ロウヴァリ (Santtu-Matias Rouvali ,1985/11/5 - )
- リオネル・ブランギエ (Lionel Bringuier, 1986/9/24 - )
- アンドレア・バッティストーニ (Andrea Battistoni, 1987/7/2 - )
- クラウス・マケラ (Klaus Makela, 1996/1/17 - )

### 生年不明
- フィリップ・エリス
- リチャード・クック
- カール・プロコペッツ
- アンドレア・リカータ

## 日本の指揮者
日本国内の指揮者を、五十音順に並べる。

### あ行
- 明石好中
- 秋山和慶
- 朝比奈隆
- 朝比奈千足
- 天沼裕子
- 荒谷俊治
- 荒谷正雄
- 有田正広
- 安藤芳亮
- 飯守泰次郎
- 飯森範親
- 池田明良
- 井﨑正浩
- 石川征太郎
- 石﨑真弥奈
- 石毛保彦
- 石丸寛
- 磯部省吾
- 稲垣雅之
- 井上謹次
- 井上喜惟
- 井上道義
- 今西正和
- 今村能
- 井村誠貴
- 岩城宏之
- 岩村力
- 上田仁
- 浮ヶ谷孝夫
- 宇宿允人
- 梅田俊明
- 江原功
- 海老原光
- 遠藤武夫
- 遠藤浩史
- 遠藤雅古
- 円光寺雅彦
- 大井剛史
- 大植英次
- 大浦智弘
- 大勝秀也
- 大河内雅彦
- 大澤可直
- 大澤健一
- 太田弦
- 大友直人
- 大野和士
- 大町陽一郎
- 大山平一郎
- 岡田司
- 岡田友弘
- 岡田良機
- 岡本一郎
- 岡本仁
- 沖澤のどか
- 奥田道昭
- 尾崎晋也
- 長田雅人
- 小澤征爾
- 尾崎広隆
- 尾田真昭
- 尾高尚忠
- 尾高忠明
- 小田野宏之
- 尾花輝代充

### か行
- 垣内悠希
- 金丸克己
- 金山隆夫
- 金子登
- 上岡敏之
- 河合尚市
- 川勝和哉
- 川瀬賢太郎
- 河池良智
- 川本貢司
- 川本統脩
- 菅野宏一郎
- 貴志康一
- 菊池彦典
- 北原幸男
- 金聖響
- 金洪才
- 木村康人
- 金昌国
- 木許裕介
- キンボー・イシイ
- 草川幸雄
- 熊谷弘
- 熊倉優
- 久山恵子
- 黒岩英臣
- 黒川和伸
- 栗田哲海
- 栗田博文
- 現田茂夫
- 小泉和裕
- 小泉ひろし
- 小出雄聖
- 国分誠
- 小島秀夫
- 児玉宏
- 近衛秀健
- 近衛秀麿
- 小林恵子
- 小林研一郎
- 小船幸次郎
- 小松一彦
- 小松長生

### さ行
- 斉田好男
- 齊藤一郎
- 斎藤純一郎
- 齋藤秀雄
- 齋藤友香理
- 堺武弥
- 榊原栄
- 榊原徹
- 坂本和彦
- 坂本良隆
- 佐々木 修
- 佐渡裕
- 佐藤菊夫
- 佐藤功太郎
- 佐藤俊太郎
- 佐藤迪
- 佐藤正浩
- 汐澤安彦
- 篠崎靖男
- 篠原正雄
- 下野竜也
- 新通英洋
- 柴田謙
- 末廣誠
- 杉山直樹
- 鈴木織衛
- 鈴木竜哉
- 鈴木秀美
- 鈴木雅明
- 鈴木優人
- 関谷弘志
- 曽我大介
- 園田隆一郎

### た行
- 高階正光
- 高関健
- 高橋敏仁
- 高橋利幸
- 高野秀峰
- 高曲伸和
- 高谷光信
- 田久保裕一
- 竹本泰蔵
- 田代俊文
- 橘直貴
- 田中一嘉
- 田中邦彦
- 田中信昭
- 田中祐子
- 田中良和
- 田部井剛
- 玉置勝彦
- 辻博之
- 土屋邦雄
- 堤俊作
- 角田鋼亮
- 出口大地
- 手塚幸紀
- 寺岡清高
- 寺神戸亮
- 土肥泰
- 当間修一
- 遠山信二
- 時任康文
- 十束尚宏
- 外山雄三
- 高田信一

### な行
- 内藤彰
- 中井章徳
- 中込治
- 長島達也
- 中野振一郎
- 長野力哉
- 西田直道
- 西村友
- 西本智実
- 新田ユリ
- 沼尻竜典
- 野口剛夫
- 延原武春

### は行
- 橋本久喜
- 長谷川朝雄
- 服部譲二
- 花井哲郎
- 早川正昭
- 早川彌左衛門
- 原田慶太楼
- 原田幸一郎
- 伴有雄
- 阪哲朗
- 平井秀明
- 広上淳一
- 福井雄一
- 福田一雄
- 福村芳一
- 藤岡幸夫
- 藤掛廣幸
- 藤野浩一
- 藤本淳也
- 船橋洋介
- 星出豊
- 堀俊輔
- 本名徹次

### ま行
- 牧村邦彦
- 槇野伸也
- 増井信貴
- 増田宏三
- 松井慶太
- 松尾葉子
- 松岡究
- 松本紀久雄
- 三澤洋史
- 三石精一
- 三ツ橋敬子
- 三宅洋一郎
- 宮松重紀
- 宮本文昭
- 武藤英明
- 村方千之
- 村川千秋
- 村上寿昭
- 本山秀毅
- 森正

### や行
- 矢崎彦太郎
- 矢澤定明
- 八嶋恵利奈
- 柳澤寿男
- 八尋和美
- 山岡重信
- 山上純司
- 山下一史
- 山田一雄
- 山田和樹
- 山田耕筰
- 山本金雄
- 山本力
- 山本直純
- 山本直忠
- 山本七雄
- 山本訓久
- 八幡修身
- 湯浅卓雄
- 横島勝人
- 吉田裕史
- 吉田行地

### わ行
- 若杉弘
- 和田一樹
- 渡邉暁雄
- 渡邊一正